# Bayfield (Nouveau-Brunswick)
Pour les articles homonymes, voir Bayfield.
Bayfield est un village du comté de Westmorland, au sud-est de la province canadienne du Nouveau-Brunswick. Le village a le statut de DSL. Il est situé à environ un kilomètre et demi à l'est du pont de la Confédération. Dans le cadre de la réforme de la gouvernance locale du 1er janvier 2023, le DSL a été annexé à la nouvelle communauté rurale de Strait Shores.

## Toponyme

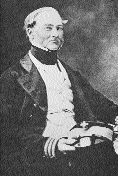
Henry Wolsey Bayfield.

Bayfield est nommé ainsi en l'honneur de l'Amiral Henry Wolsey Bayfield (1795-1885), qui cartographia les eaux environnantes.

## Géographie

### Géologie
Le sous-sol de Bayfield est composé principalement de roches sédimentaires du groupe de Pictou datant du Pennsylvanien (entre 300 et 311 millions d'années).

## Histoire
Bayfield est situé dans le territoire historique des Micmacs, plus précisément dans le district de Pigtogeoag ag Epegoitnag, aussi appelé Pictou, qui comprend une bonne partie du littoral du détroit de Northumberland, y compris l'Île-du-Prince-Édouard. Ce district, tout comme celui d'Esgigeoag, était sous l'autorité d'Onamag, autrement dit de l'île du Cap-Breton, et n'avait même parfois aucun chef.
Bayfield est fondé à la suite de l'extension des localités environnantes.

## Démographie
(juillet 2016).
D'après le recensement de Statistique Canada, il y avait 41 habitants en 2006, comparativement à 56 en 2001, soit une baisse de 26,8 %. Le village compte 26 logements privés dont 20 occupés par des résidents habituels. Bayfield a une superficie de 1,42 km2 et une densité de population de 28,9 habitants au km² .
| 2001 | 2006 | 2011 | 2016 |
| ---- | ---- | ---- | ---- |
| 56   | 41   | 41   | 34   |

## Économie
Entreprise Sud-Est, membre du Réseau Entreprise, a la responsabilité du développement économique.

## Administration

### Comité consultatif
En tant que district de services locaux, Bayfield est administré directement par le Ministère des Gouvernements locaux du Nouveau-Brunswick, secondé par un comité consultatif élu composé de cinq membres dont un président. Il n'y a actuellement aucun comité consultatif.

### Commission de services régionaux
Bayfield fait partie de la Région 7, une commission de services régionaux (CSR) devant commencer officiellement ses activités le 1er janvier 2013. Contrairement aux municipalités, les DSL sont représentés au conseil par un nombre de représentants proportionnel à leur population et leur assiette fiscale. Ces représentants sont élus par les présidents des DSL mais sont nommés par le gouvernement s'il n'y a pas assez de présidents en fonction. Les services obligatoirement offerts par les CSR sont l'aménagement régional, l'aménagement local dans le cas des DSL, la gestion des déchets solides, la planification des mesures d'urgence ainsi que la collaboration en matière de services de police, la planification et le partage des coûts des infrastructures régionales de sport, de loisirs et de culture; d'autres services pourraient s'ajouter à cette liste.

### Représentation et tendances politiques
Nouveau-Brunswick: Bayfield a fait partie de la circonscription provinciale de Tantramar, qui était représentée à l'Assemblée législative du Nouveau-Brunswick par Mike Olscamp, du Parti progressiste-conservateur. Il fut élu en 2006 et réélu en 2010. Depuis 2014, Bayfield fait partie de la circonscription provinciale de Memramcook-Tantramar. De 2014 à 2018, Bernard LeBlanc du Parti Libéral représentait la circonscription provinciale à l'Assemblée législative du Nouveau-Brunswick. En 2018, c'est Megan Mitton du Parti vert qui a été élue à ce poste.
 Canada: Bayfield fait partie de la circonscription fédérale de Beauséjour. Cette circonscription est représentée à la Chambre des communes du Canada par Dominic LeBlanc, du Parti libéral.

## Infrastructures et services
Bayfield compte un bureau de poste. Le village partage le même service d'incendie avec Cap-Tourmentin. Le détachement de la Gendarmerie royale du Canada le plus proche est situé à Port Elgin.
Les anglophones bénéficient des quotidiens Telegraph-Journal, publié à Saint-Jean et Times & Transcript, de Moncton. Ils ont aussi accès à l'hebdomadaire Sackville Tribune-Post, de Sackville. Les francophones bénéficient quant à eux du quotidien L'Acadie nouvelle, publié à Caraquet, ainsi que l'hebdomadaire L'Étoile, de Dieppe.

## Personnalités
- George Allen (1914-2000), joueur de hockey
- Vivan Allen (1916-1995), joueur de hockey
- Anna Grimaldi (1997 -), athlète handisport, a fréquenté le lycée de la ville.